# Boreray (Saint-Kilda)
Pour les articles homonymes, voir Boreray.
Boreray, en écossais Boraraigh, est une île inhabitée du Royaume-Uni située en Écosse, dans l'archipel de Saint-Kilda et culminant à 384 mètres d'altitude au Mullach an Eilein. Elle est située au nord-ouest de Hirta, l'île principale de l'archipel, et est entourée à l'ouest par Stac Lee et au nord par Stac an Armin, les deux plus hauts stacks marins du Royaume-Uni.

## Géographie

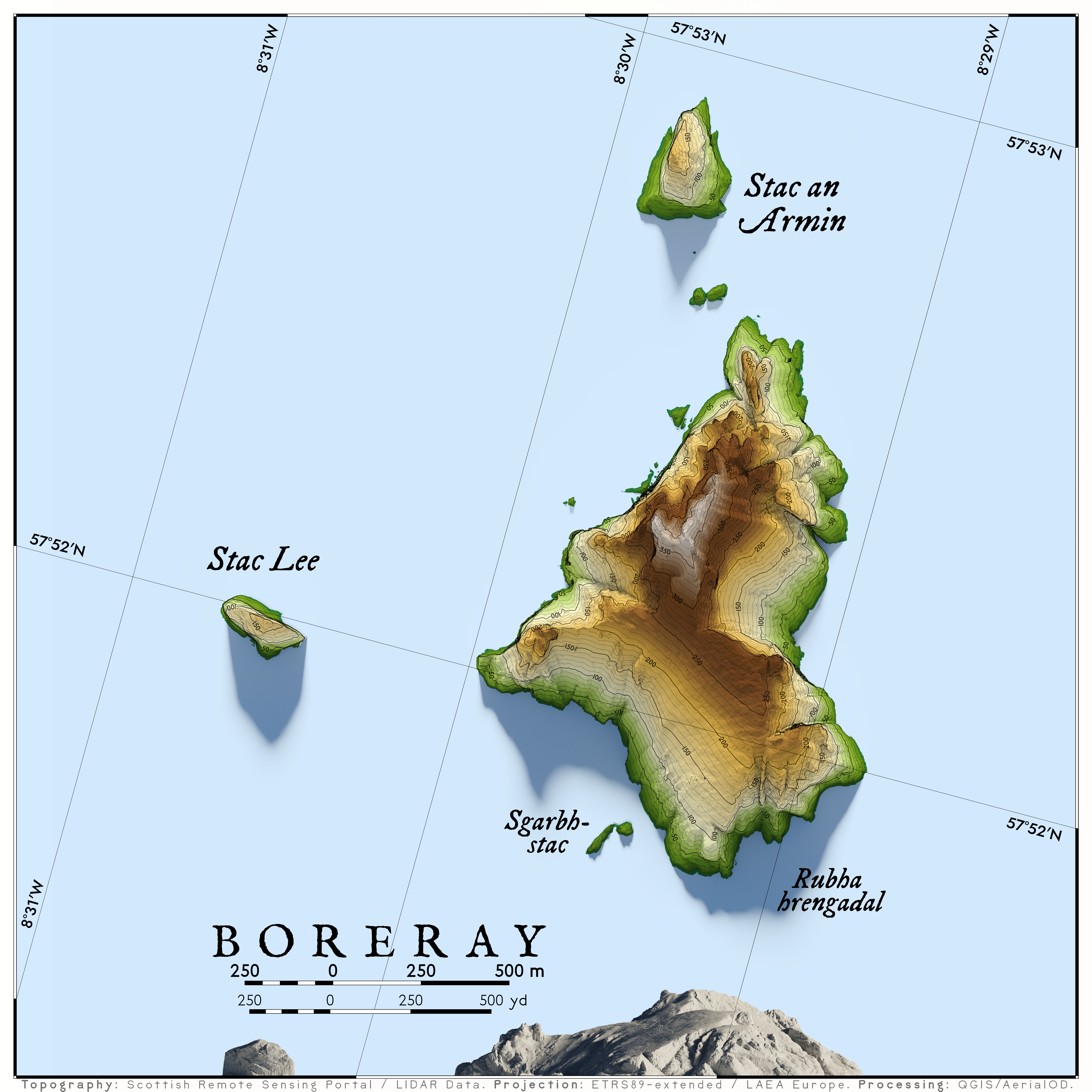
Carte topographique de Boreray.

Boreray est une île située dans le Nord-Est de l'archipel britannique de Saint-Kilda situé au large de l'Écosse, à l'Ouest des Hébrides extérieures auquel il est rattaché géographiquement et administrativement. Boreray est entouré par plusieurs stacks dont Stac Lee à l'ouest et Stac an Armin au nord.
Boreray est allongée dans le sens nord-sud et ses côtes sont majoritairement formées de falaises. L'île culmine au Mullach an Eilein avec 384 mètres d'altitude ce qui en fait un marilyn. La seule végétation de l'île est formée de prés et de landes.
Un million d'oiseaux de mer sont présents à Saint-Kilda et forment la majorité de la faune de l'archipel,, dont la plus grande colonie de fous de Bassan du monde, la plus grande colonie de fulmars des îles Britanniques, la plus grande colonie de macareux moines des îles Britanniques, des guillemots, des mouettes,, des petits pingouins et 228 espèces migratrices.
Les seules constructions de l'île sont quelques abris en pierre qui servaient à la récolte des œufs et à la chasse aux oiseaux de mer lorsque l'archipel était habité jusqu'en 1930. Boreray, au même titre que les autres îles de l'archipel de Saint-Kilda, est la propriété du National Trust for Scotland chargé de la protection du patrimoine naturel et culturel de l'Écosse.

## Histoire

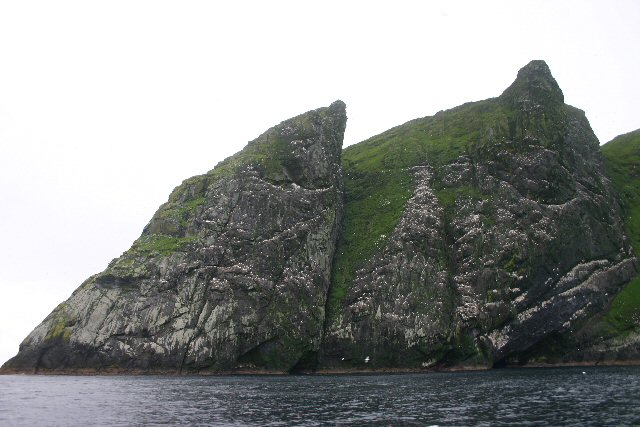
Le cap de Creagan na Rubhaig Bàna en 2006.

Les premiers habitants de Saint-Kilda sont arrivés au cours de la Préhistoire, aux alentours de 3 000 à 2 000 ans av. J.-C..
Boreray n'a jamais été habitée en permanence mais seulement temporairement pour la chasse aux oiseaux de mer et la récolte de leurs œufs par les îliens vivant sur Hirta, l'île la plus grande de Saint-Kilda,,. Ces activités sur les falaises entraînent parfois des morts mais les habitants ayant acquis une grande agilité dans cette activité, les accidents sont relativement peu nombreux au regard des risques pris. Jusqu'au XIXe siècle, ces denrées collectées sur les falaises leur permettent de payer en nature leur loyer au propriétaire terrien et de les échanger avec des denrées venant du reste de l'Écosse. Lors des dernières années d'habitation permanente dans l'archipel (années 1900, 1910 et 1920), les œufs et autres objets ornithologiques sont vendus en tant que souvenirs aux touristes qui viennent à Saint-Kilda.
En 1931, profitant du départ récent des derniers habitants de l'archipel dont les conditions de vie deviennent de plus en plus dures, le comte de Dumfries, qui a acquis l'archipel l'année précédente, décide de le transformer en sanctuaire pour la faune et la flore sauvage et de le léguer au National Trust for Scotland qui en obtient la gestion en 1957. Boreray, qui fait partie de l'archipel, subit le même sort. Ce classement en tant que réserve naturelle sera complété en 1986 avec l'inscription de l'archipel au patrimoine mondial de l'Unesco pour sa faune, notamment ornithologique, ses paysages et son passé. La difficulté d'accès aux falaises, la dangerosité des escalades, l'absence de secours dans l'archipel et les perturbations provoquées par les grimpeurs sur les nichées des oiseaux ont contraint le National Trust for Scotland et le NatureScot à interdire l'escalade des falaises y compris celles de Boreray sauf autorisation de leur part.